# Somatina omicraria
Somatina omicraria là một loài bướm đêm trong họ Geometridae.